# Kunžak
Kunžak (en allemand : Königseck) est une commune du district de Jindřichův Hradec, dans la région de Bohême-du-Sud, en République tchèque. Sa population s'élevait à 1 472 habitants en 2020.

## Géographie
Kunžak se trouve à 14 km à l'ouest de Jindřichův Hradec, à 55 km à l'est-nord-est de České Budějovice et à 120 km au sud-sud-est de Prague.
La commune est limitée par Střížovice, Strmilov et Studená au nord, par Heřmaneč à l'est, par Český Rudolec au sud-est et au sud, par Český Rudolec au sud-ouest et par Člunek à l'ouest.

## Histoire
La première mention écrite du village date de 1288.

## Administration
La commune se compose de cinq quartiers :
- Kaproun
- Kunžak
- Mosty (comprend les hameaux de Terezín et Zvůle)
- Suchdol u Kunžaku
- Valtínov